# Hồng nhan (bài hát)
"Hồng nhan" là một đĩa đơn do ca sĩ kiêm sáng tác nhạc, rapper người Việt Nam - Jack viết lời và trình bày, được ra mắt vào  ngày 19 tháng 2 năm 2019. Hồng nhan đánh dấu màn debut của Jack vào thị trường Vpop Mainstream, lần đầu tiên Jack được đông đảo khán giả biết đến sau thời gian hoạt động trong giới underground và đây cũng là bước đệm quan trọng cho sự nghiệp của nam ca sĩ trong suốt năm 2019. Trở nên nổi tiếng sau khi phát hành "Hồng nhan", Jack đã được nhà sản xuất âm nhạc K-ICM mời về hợp tác. Jack sau đó nhận lời, chính thức gia nhập vào showbiz và bộ đôi Jack – K-ICM được giới thiệu với công chúng.

## Phát hành
Ngày 19 tháng 2 năm 2019, Jack phát hành bài hát Hồng nhan cùng với một video âm nhạc trên YouTube. Trong tuần đầu tiên ra mắt, bài hát đã khởi đầu ở vị trí thứ 2 trên Zing MP3, sau đó đạt vị trí quán quân. Bài hát sở hữu hơn 13 triệu lượt nghe trên Zing MP3 và 10 triệu lượt xem video trên YouTube sau một tuần phát hành. Nhờ ca khúc này, Jack được công chúng so sánh với Phan Mạnh Quỳnh và Đen Vâu. Từ đó, anh nổi lên như một hiện tượng. Tháng 3 năm 2019, K-ICM xin phối lại bài hát này.

## Quá trình sáng tác
Ca khúc "Hồng nhan" được cho là lấy cảm hứng từ câu chuyện có thật. Jack chia sẻ:
| “ | "Bài hát được tôi viết từ chuyện có thật của một người bạn. Khi tôi và cậu ấy nhận giấy gọi nhập ngũ thì gia đình người yêu cậu ấy yêu cầu chia tay và muốn gả cô ấy sang Hàn Quốc" | ” |

Thời điểm đó, Jack mới bắt đầu viết rap, anh tự nghiên cứu, tìm tòi mọi công đoạn làm nhạc và sáng tác theo bản năng. Bài hát này được anh viết lời trên một nhịp điệu có sẵn.

## Thành tích nhạc số
Tối 24 tháng 5 năm 2019, MV Hồng nhan của Jack đã chính thức cán mốc 100 triệu lượt xem sau hơn 3 tháng ra mắt, bên cạnh đó MV cũng đã nhận được 671 nghìn lượt yêu thích và 44 nghìn bình luận. Với con số này, Jack đã chính thức nhập hội tân binh có MV đạt 100 triệu lượt xem cùng với Người lạ ơi của Orange.
Bên cạnh đó, Hồng nhan cũng là ca khúc đầu tiên của Jack leo lên vị trí No.1 của BXH ZingMp3. Ca khúc đứng đầu BXH liên tiếp 2 tuần với hơn 183 triệu lượt nghe và trở thành bản hit tiêu biểu của năm 2019.
Ngày 2 tháng 3 năm 2020, MV Hồng nhan cán mốc 200 triệu lượt xem trên YouTube sau hơn 1 năm ra mắt. Đây là MV thứ ba của Jack đạt được cột mốc này, nó cũng giúp Jack trở thành nghệ sĩ duy nhất của V-pop có nhiều MV đạt 200 triệu view nhất trong lịch sử.